# Черкашин, Валерий Иванович
Валерий Иванович Черкашин — советский и российский футбольный тренер. Специализировался на работе с женскими командами.

## Биография
До прихода в женский футбол работал с молодёжными командами красноярских клубов «Автомобилист» и «Спартак».
В октябре 1987 года основал женскую футбольную команду «Методика» на базе Красноярского государственного педагогического института и стал её главным тренером. Позднее клуб был переименован в «Сибирячку». В 1990 году клуб под его руководством принял участие в первом розыгрыше высшей лиги СССР, где однако не смог удержаться. В 1991 году стал вторым призёром зонального турнира первой лиги, а также завоевал Кубок СССР.
После распада СССР клуб под руководством Черкашина стал выступать в высшей лиге России. Бронзовый призёр чемпионата России 1995 года. Во второй половине 1990-х годов из-за финансовых проблем большинство ведущих футболисток покинули клуб или завершили карьеры, и по окончании сезона 1997 года «Сибирячка» прекратила выступления на высоком уровне.
В дальнейшем тренер работал с командой «Сибирячка-КГПУ» в мини-футболе, в том числе в высшей лиге России, а также в первой лиге по большому футболу. Возглавлял краевую федерацию женского футбола.
Ряд воспитанниц тренера вызывались в сборные СССР и России.